# Communauté rurale de Kab Gaye
La communauté rurale de Kab Gaye est une communauté rurale du Sénégal située au nord-ouest du pays. 
Elle fait partie de l'arrondissement de Ndande, du département de Kébémer et de la région de Louga.